# Magnoliaceae
Биљке фамилије магнолијâ (Magnoliaceae) су атрактивне и као декоративне биљке и због своје еволуционе примитивности. Ареал распрострањења фамилије је скоро космополитски - примарно настањују све континенте изузев Африке и Европе. Услед декоративности ареал је проширен на све континенте.

## Основне карактеристике биљака фамилије
Поседују просте, ретко режњевите, листове и ефемерне залиске. Цветови су терминални, најчешће крупни, бели или јарких боја, актиноморфни, ацикличног распореда цветних листића на јако издуженој цветној ложи. У цвету се налази много спирално распоређених оплодних листића и прашника (који нису диференцирани на филамент и прашничке кесице). 
Плод је углавном спиралан, збиран, изграђен од мешкова, подсећа на шишарку. У неким случајевима карпеле током раста срастају у меснати синкарпијум или дрвенасту чахуру. Основни број хромозома је х=10.

## Систематика и филогенија фамилије
Фамилија се традиционално дели на две монофилетске потфамилије Magnolioideae и Liriodendroidae, са шест, односно једним родом. Филогенетски односи унутар потфамилије Magnolioideae нису у потпуности разјашњени услед велике просторне дивергенције родова и бројности врста унутар рода Magnolia. Новија истраживања указују на то, да су традиционално схваћени родови углавном полифилетски, нарочито род Magnolia, чији су подродови и секције сродни са другим родовима (Elmerillia, Michelia) пре него са остатком рода.
| потфамилија - трибус - (5 врста) - (128 врста) - (29 врста) - (2 врсте) - трибус - (4 врсте) - (49 врста) потфамилија - (2 врсте) |

Палеоботаничка истраживања заједно са молекуларнобиолошким показују основне токове дивергенције током еволуције потфамилије Magnolioideae:
1. од основне еволуционе гране, широког америчко-азијског распрострањења, најпре су се одвојили тропски амерички представници (пре око 42 милиона година, средином Еоцена)
2. затим су дивергирали тропски азијски и карипски представници (пре око 36 милиона година, касни Еоцен)
3. остатак групе се еволуционо одвојио на азијске и северноамеричке представнике умерених предела (пре око 25 милиона година, касни Олигоцен).